# Patricia Smith
Pour les articles homonymes, voir Smith.
Patricia Smith, née le 20 février 1930 à New Haven (Connecticut) et morte le 2 janvier 2011 à Los Angeles (Californie), est une actrice américaine (parfois créditée Pat Smith).

## Biographie
Patricia Smith débute au théâtre et joue notamment à Broadway (New York) dans trois pièces, la première étant Point of No Return de Paul Osborn, représentée de décembre 1951 à novembre 1952 (avec Henry Fonda et John Cromwell) ; les deux suivantes sont produites en 1958.
Au cinéma, elle contribue à seulement dix films américains, les deux premiers sortis en 1957 (dont L'Odyssée de Charles Lindbergh de Billy Wilder, avec James Stewart dans le rôle-titre). Suivent entre autres Sauvez le tigre de John G. Avildsen (1973, avec Jack Lemmon et Jack Gilford) et Mad City de Costa-Gavras (avec John Travolta et Dustin Hoffman), son dernier film sorti en 1997.
Active principalement à la télévision américaine, elle contribue à soixante séries entre 1953 et 1989, dont Studio One (quatre épisodes, 1956-1958), Les Envahisseurs (deux épisodes, 1967), Les Rues de San Francisco (trois épisodes, 1973-1975) et Les Routes du paradis (deux épisodes, 1985-1988).
Elle apparaît aussi dans treize téléfilms diffusés de 1965 à 1991, dont Planète Terre de Marc Daniels (1974, avec John Saxon et Janet Margolin).

## Théâtre à Broadway (intégrale)
- 1951-1952 : Point of No Return de Paul Osborn, mise en scène de H. C. Potter, décors et lumières de Jo Mielziner : Jessica Lovell
- 1958 : Maybe Tuesday de Mel Tolkin et Lucille Kallen, mise en scène d'Elliot Silverstein, costumes d'Ann Roth : Katy
- 1958 : Howie de Phoebe Ephron : Barbara Dickerson

## Filmographie partielle

### Cinéma
- 1957 : La Nuit des maris (The Bachelor Party) de Delbert Mann : Helen Samson
- 1957 : L'Odyssée de Charles Lindbergh (The Spirit of St. Louis) de Billy Wilder : la jeune femme au miroir
- 1969 : La Kermesse de l'Ouest (Paint Your Wagon) de Joshua Logan : une femme dans la salle de bal
- 1973 : Sauvez le tigre (Save te Tiger) de John G. Avildsen : Janet Stoner
- 1997 : Mad City de Costa-Gavras : la mère de Jenny

### Télévision

#### Séries
- 1956-1958 : Studio One
  - Saison 8, épisode 17 The Talented Mr. Ripley (1956) de Franklin J. Schaffner : rôle non spécifié
  - Saison 9, épisode 32 The Man Who Wasn't Himself (1957 - Helen) et épisode 42 The Human Barrier (1957 - Ginny Lipton)
  - Saison 10, épisode 22 The Fair-Haired Boy (1958) : Clare
- 1958 : Suspicion
  - Saison unique, épisode 28 Le Chemin du paradis (The Way Up to Heaven) d'Herschel Daugherty : Ellen
- 1958-1961 : Gunsmoke ou Police des plaines (Gunsmoke ou Marshal Dillon)
  - Saison 3, épisode 18 Buffalo Man (1958) de Ted Post : Abby
  - Saison 6, épisode 35 Chester's Dilemma (1961) de Ted Post : Edna Walston
- 1961 : Alfred Hitchcock présente (Alfred Hitchcock Presents)
  - Saison 6, épisode 16 A Crime for Mothers d'Ida Lupino : Jane Birdwell
- 1961 : La Quatrième Dimension (The Twilight Zone)
  - Saison 2, épisode 22 Connection avec l'au-delà (Long Distance Call) : Sylvia Bayles
- 1962 : Route 66
  - Saison 2, épisode 27 Two on the House de David Lowell Rich : Mlle Evelyn Aubrey
- 1964 : Le Jeune Docteur Kildare (Dr. Kildare)
  - Saison 4, épisode 5 What's Different About Today? de Leo Penn : Norma Jasper
- 1964-1967 : Le Fugitif (The Fugitive)
  - Saison 2, épisode 3 Man on a String (1964) de Sydney Pollack : Amy Adams
  - Saison 3, épisode 30 Coralee (1966) de Jerry Hopper : Lucille Steelman
  - Saison 4, épisode 22 Goodbye My Love (1967) de Lewis Allen : Norma Bartlett
- 1965 : Perry Mason
  - Saison 9, épisode 3 The Case of the Candy Queen de Jesse Hibbs : Wanda Buren
- 1965 : Les Aventuriers du Far West (Death Valley Days)
  - Saison 14, épisode 12 Devil's Gate d'Hal Cooper : Eliza Jane Meeker
- 1965-1972 : Sur la piste du crime (The F.B.I.)
  - Saison 1, épisode 10 The Giant Killer (1965) de Don Medford : Marilee Walker
  - Saison 3, épisode 7 A Sleeper Wakes (1967) de Robert Douglas : Mme Brown
  - Saison 4, épisode 7 The Nightmare (1968) de Jesse Hibbs : Isabel Nugent
  - Saison 8, épisode 7 The Engineer (1972) de Philip Abbott : Molly Swenson
- 1966 : Mon Martien favori (My Favorite Martian)
  - Saison 3, épisode 19 TV or Not TV de John Erman : Peggy Reynolds
- 1967 : Les Envahisseurs (The Invaders)
  - Saison 1, épisode 10 L'Innocent (The Innocent) : Edna Greely
  - Saison 2, épisode 7 Les Spores (The Spores) de William Hale : Sally Palay
- 1968 : Hawaï police d'État (Hawaii Five-0)
  - Saison 1, épisode 3 Ballade en bateau (Full Fathom Five) de Richard Benedict : Joyce Weber
- 1969 : Bonanza
  - Saison 10, épisode 28 La Succession de Len (Speak No Evil) : Margaret Claybourne
- 1970 : Mission impossible (Mission: Impossible)
  - Saison 5, épisode 4 Retour au pays (Homecoming) de Reza Badiyi : Julia Keith
- 1971-1976 : Cannon
  - Saison 1, épisode 5 Pièges (Call Unicorn, 1971) : Gwen O'Connor
  - Saison 5, épisode 17 Machination (The Reformer, 1976) de Lawrence Dobkin : Emily Matthews
- 1973-1975 : Les Rues de San Francisco (The Streets of San Francisco)
  - Saison 2, épisode 14 La ville est une jungle (Most Feared in the Jungle, 1973) de Robert Day : Mme Hunt
  - Saison 3, épisode 20 Le Plongeon de la peur (River of Fear, 1975) : Helen Baker
  - Saison 4, épisode 14 Succès assuré (Most Likely to Succeed, 1975) de William Hale : Rae Kincaid
- 1973-1979 : Barnaby Jones
  - Saison 2, épisode 1 Blind Terror (1973) de Walter Grauman : Ellen Cleveland
  - Saison 3, épisode 21 The Deadlier Species (1975) de Leslie H. Martinson : Helen
  - Saison 7, épisode 12 Academy of Evil (1978) de Ray Austin : Grace Nesbitt
  - Saison 8, épisode 8 Homecoming for a Dead Man (1979) de Bruce Kessler : Helen
- 1974 : L'Homme de fer (Ironside)
  - Saison 7, épisode 23 Mort en plein ciel (Riddle at 24,000) de Don Weis : Laura Blaine
- 1974 : 200 dollars plus les frais (The Rockford Files)
  - Saison 1, épisode 3 La Terre qui baignait dans le sang (The Dark and Bloody Ground) de Michael Schultz : Ann Calhoun
- 1975 : Ellery Queen, à plume et à sang (Ellery Queen)
  - Saison unique, épisode 8 Un thé chez les fous (The Adventure ofthe Mad Tea Party) : Diana Gardner
- 1977 : Voyage dans l'inconnu (Tales of the Unexpected)
  - Saison unique, épisode 7 Vie privée (You're Not Alone) : Amelia Brownlee
- 1978-1982 : Quincy (Quincy, M.E.)
  - Saison 3, épisode 18 Gone But Not Forgotten (1978) de Paul Krasny : Julia Fairchild
  - Saison 4, épisode 16 Aftermath (1979) de Tony Mordente : Mme Myers
  - Saison 7, épisode 17 The Flight of the Nightingale (1982) : l'infirmière Mackie
- 1979 : Lou Grant
  - Saison 2, épisode 19 Home d'Alexander Singer : Dr Kalman
- 1985 : Des jours et des vies (Days of Our Lives), feuilleton, épisodes non spécifiés : Alma Clovis
- 1985-1988 : Les Routes du paradis (Highway to Heaven)
  - Saison 1, épisode 18 Béni des dieux (A Child of Gold, 1985) de Michael Landon : Sarah Stearns
  - Saison 4, épisode 19 Le Correspondant (The Correspondent, 1988) de Michael Landon : Martha Stoddard
- 1989 : Star Trek : La Nouvelle Génération (Star Trek: The Next Generation)
  - Saison 2, épisode 7 Sélection contre nature (Unnatural Selection) de Paul Lynch : Dr Sara Kingsley

#### Téléfilms
- 1965 : Barney d'Hy Averback : Patricia
- 1966 : Where's Everett? de Gene Nelson : Sylvia Barker
- 1974 : A Case of Rape de Boris Sagal : Marge Bracken
- 1974 : Tell Me Where It Hurts de Paul Bogart : Naomi
- 1974 : Planète Terre (Planet Earth) de Marc Daniels : Skylar
- 1975 : Returning Home de Daniel Petrie : Mme Cameron
- 1979 : Diary of a Teenage Hitchhiker de Ted Post : Marion Burke
- 1980 : The Scarlett O'Hara War de John Erman : Louise Knight
- 1983 : Who Will Love My Children? (en) de John Erman : Cleta Thomas
- 1983 : Un mannequin sur mesure (The Making of a Male Model) d'Irving J. Moore : Mme Rockwell
- 1986 : Qui est Julia ? (Who Is Julia?) de Walter Grauman : Marlene